# Alessandro Bertolucci (hockeista su pista)
Alessandro Bertolucci (Viareggio, 17 aprile 1969) è un allenatore di hockey su pista ed ex hockeista su pista italiano, commissario tecnico della nazionale di hockey su pista dell'Italia e allenatore dell'Hockey Bassano.
È fratello maggiore di Mirko Bertolucci.

## Palmarès

### Giocatore

#### Club

##### Competizioni nazionali
- Supercoppa del Portogallo: 1

Barcelos: 1999
- Campionato portoghese: 1

Barcelos: 2000-2001
- Coppa di Lega: 1

Primavera Prato: 2001-2002
- Campionato italiano: 6

Primavera Prato: 2002-2003
Follonica: 2004-2005, 2005-2006, 2006-2007, 2007-2008
CGC Viareggio: 2010-2011
- Coppa Italia: 7

Primavera Prato: 2002-2003
Follonica: 2004-2005, 2005-2006, 2006-2007, 2007-2008, 2008-2009
CGC Viareggio: 2010-2011
- Supercoppa italiana: 4

Follonica: 2005, 2006, 2008
CGC Viareggio: 2013

##### Competizioni internazionali
- Coppa delle Coppe: 1

Amatori Lodi: 1993-1994
- Coppa CERS/WSE: 1

Follonica: 2004-2005
- CERH European League: 1

Follonica: 2005-2006
- Coppa Intercontinentale: 2

Follonica: 2007
Reus Deportiu: 2010
- Supercoppa d'Europa/Coppa Continentale: 1

Reus Deportiu: 2009-2010

#### Nazionale
- Campionato mondiale: 1

Wuppertal 1997

#### Individuale
- Capocannoniere della Serie A1 (Stecca d'oro): 1

Seregno: 1992 (78 gol)

### Allenatore

#### Club

##### Competizioni nazionali
- Federation Cup: 1

Sarzana: 2018-2019
- Campionato italiano: 3

Trissino: 2021-2022, 2022-2023
Forte dei Marmi: 2023-2024
- Supercoppa italiana: 1

Trissino: 2022
- Coppa Italia: 2

Trissino: 2022-2023
Forte dei Marmi: 2023-2024

##### Competizioni internazionali
- CERH European League: 1

Trissino: 2021-2022
- Coppa Intercontinentale: 1

Trissino: 2023